# Battaglia di Rawdat Muhanna
La battaglia di Rawdat Muhanna (in arabo معركة روضة مهنا o معركة روضة ابن مهنا‎?) fu una delle maggiori battaglie della guerra fra le dinastie Saudi–Al Rasheed, durante la lotta per l'unificazione dell'Arabia Saudita, combattuta fra Rashidi e Sauditi. Essa ebbe luogo il 12 aprile 1906, a Muhanna's Gardens nella provincia di al-Qasim. Dopo la vittoria di Ibn Saud nella Battaglia di Shinanah, Ibn Rasheed decise di costituire una nuova alleanza con i leader Qassimi. Ibn Saud inviò le sue truppe al comando di Ibrahim Ibn Aqeel a distruggere questa alleanza prima che prendesse forza, e le truppe di Ibn Aqeel uccisero Abdul-Aziz bin Mithab assieme a centinaia di suoi alleati Qassimi e ottomani. La vittoria di Ibn Saud nella battaglia di Rawdat Muhanna concluse la presenza ottomana e dei Qassim nel Nejd entro la fine di ottobre 1906.